# Contea di Klickitat
La contea di Klickitat (in inglese Klickitat County) è una contea dello Stato di Washington, negli Stati Uniti. La popolazione al censimento del 2000 era di 19 161 abitanti. Il capoluogo di contea è Goldendale.

## Geografia
La contea si trova nel sud dello Stato, al confine con l'Oregon. Si colloca nell'area dove Gola del Columbia passa tra il versante est della Catena delle Cascate, che si trova nella parte ovest della contea. La parte centrale della contea è attraversata dalla valle del fiume Klickitat, mentre la parte orientale ospita praterie e territori dedicati all'agricoltura. Il territorio include diversi fiumi e laghi. Il fiume Columbia costituisce il confine meridionale. La Riserva Yakama si trova nella parte settentrionale della contea.

### Contee confinanti
- Contea di Yakima - nord
- Contea di Benton - est
- Contea di Morrow (Oregon) - sud-est
- Contea di Gilliam (Oregon) - sud-est
- Contea di Sherman (Oregon) - sud
- Contea di Hood River (Oregon) - sud-ovest
- Contea di Wasco (Oregon) - sud-ovest
- Contea di Skamania - ovest

## Storia
L'area è abitata da tempo immemore dalle trubù Klickitat and Wishram. I coloni cominciarono ad arrivare nel 1850. La contea fu fondata nel 1859 e deve il suo nome all'omonimo popolo nativo.

## Comuni

### Cities
- Bingen
- Goldendale (capoluogo)
- White Salmon

### Census-designated places
- Bickleton
- Centerville
- Dallesport
- Glenwood
- Klickitat
- Lyle
- Maryhill
- Roosevelt
- Trout Lake
- Wishram